# Manuel Cunha
Manuel António Tavares Cunha (Pedroso (Vila Nova de Gaia)), 31 augustus 1962) is een Portugees voormalig wielrenner. Hij won tweemaal de Ronde van de Algarve en een keer de Ronde van Portugal. In 1984, 1987 en 1989 werd hij verkozen tot Portugees wielrenner van het jaar.

## Belangrijkste overwinningen
1983
6e en 8e etappe Ronde van de Algarve
10e etappe Ronde van Portugal
1984
9e etappe (deel B) Ronde van Portugal
Berg- en jongerenklassement Ronde van Portugal
1986
Eindklassement Ronde van de Algarve
Proloog Ronde van Portugal
1987
Eindklassement Ronde van de Algarve
Eindklassement GP Costa Azul
2e etappe GP Jornal de Notícias
Proloog Trofeu Joaquim Agostinho
Proloog Ronde van Portugal
Eindklassement Ronde van Portugal
1988
9e etappe Ronde van Portugal
1990
3e etappe GP Costa Azul
Eindklassement GP Costa Azul
1991
Proloog en 5e etappe GP Jornal de Notícias
Eindklassement GP Jornal de Notícias
7e etappe Ronde van Portugal

## Resultaten in voornaamste wedstrijden
| Jaar | Ronde van Italië | Ronde van Frankrijk | Ronde van Spanje |
| ---- | ---------------- | ------------------- | ---------------- |
| 1985 |                  |                     | 30e              |
| 1988 |                  |                     | 30e              |
| 1989 |                  |                     | 98e              |
| 1991 |                  |                     |                  |
| 1992 |                  |                     |                  |
| 1993 |                  |                     | 62e              |

| Jaar |  | WK op de weg |
| ---- |  | ------------ |
| 1985 |  |              |
| 1988 |  | opgave       |
| 1989 |  |              |
| 1991 |  | opgave       |
| 1992 |  | 49e          |
| 1993 |  |              |

Wielerploegen van Manuel Cunha
Alonso ·
Araújo ·
Cano ·
Cunha ·
da Silva ·
Duch ·
García ·
Marquina ·
Martín ·
Moreda ·
Muñiz ·
Ochaíta ·
Oliveira ·
Quevedo ·
Rodríguez ·
Sampedro ·
Santamaría
Aguiar ·
Alonso ·
Araújo ·
Cano ·
Cunha ·
da Silva ·
Duch ·
García ·
Gériz ·
Marquina ·
Mauleón ·
Moreda ·
Muñiz ·
Ochaíta ·
Oliveira ·
Quevedo ·
Rodríguez ·
Sampedro ·
Santamaría